# غاريث بروكس
غاريث بروكس (بالإنجليزية: Gareth Brooks) هو لاعب هوكي الحقل نيوزيلندي، ولد في 28 فبراير 1979.

## وصلات خارجية
- غاريث بروكس على موقع أوليمبيديا (الإنجليزية)
- غاريث بروكس على موقع اللجنة الأولمبية النيوزيلندية (الإنجليزية)
- غاريث بروكس على موقع اتحاد ألعاب الكومنولث (مؤرشف) (الإنجليزية)